# Dévotxkino
Dévotxkino (en rus: Девочкино) és un poble de l'óblast de Tula, a Rússia, segons el cens del 2010 tenia 9 habitants.